# Будище (Гомельский район)
Будище (бел. Бу́дзішча) — деревня в Черетянском сельсовете Гомельского района Гомельской области Республики Беларусь.
Рядом залежи кирпичного сырья (1,3 млн м³).
Два заброшенных кирпичных завода. Заброшенные глиняные карьеры на юго-востоке от деревни. Газораспределительная станция «Будище» газопровода «Щорс-Гомель». Имеются сведения о расположении в черте села древнего захоронения времен Александра Невского.

## География
Расположена в 17 км от железнодорожной станции Кравцовка (на линии Гомель — Чернигов), 50 км на юго-восток от Гомеля, 1,5 км от границы с Украиной.

## Транспортная сеть
Автодорога соединяет деревню с Гомелем. 

## История
По письменным источникам известна с XVIII века как деревня в Марковичской волости Гомельского уезда Могилёвской губернии. В 1785 году во владении арендатора К. Вишинского. В 1885 году в доме учителя, воинского писаря Иллариона Бравицкого размещалась церковно-приходская школа от Черетянского прихода учащихся состояло 11 мальчиков. Согласно переписи 1897 года располагался: хлебозапасный магазин. В 1909 году 1463 десятин земли.
В 1926 году работали почтовое отделение, школа, в Прокоповском сельсовете Носовичского района Гомельского округа. В 1930 году организован колхоз «Свобода», работали кузница и ветряная мельница. Во время Великой Отечественной войны 27 сентября 1943 года освобождена от немецких оккупантов. 46 жителей погибли на фронте. В 1959 году в составе колхоза «За Родину» (центр — деревня Черетянка).

## Население
- 1886 год — 52 двора, 291 житель
- 1897 год — 87 дворов, 476 жителей (согласно переписи)
- 1909 год — 90 дворов, 598 жителей
- 1926 год — 122 двора, 598 жителей
- 1959 год — 370 жителей (согласно переписи)
- 2004 год — 52 хозяйства, 83 жителя